# 1991年利蒙地震
1991年利蒙地震（西班牙語：Terremoto de Limón，或称为1991年哥斯达黎加地震）发生在1991年4月22日当地时间下午3:57，地震强度为7.7MW，震中位于哥斯达黎加利蒙省加勒比海岸地区的Pandora，位于首都圣何塞东南225（140英里）处。此次地震是哥斯达黎加有记录以来的最强地震，哥斯达黎加全国以及巴拿马西部地区都有震感。